# Asita

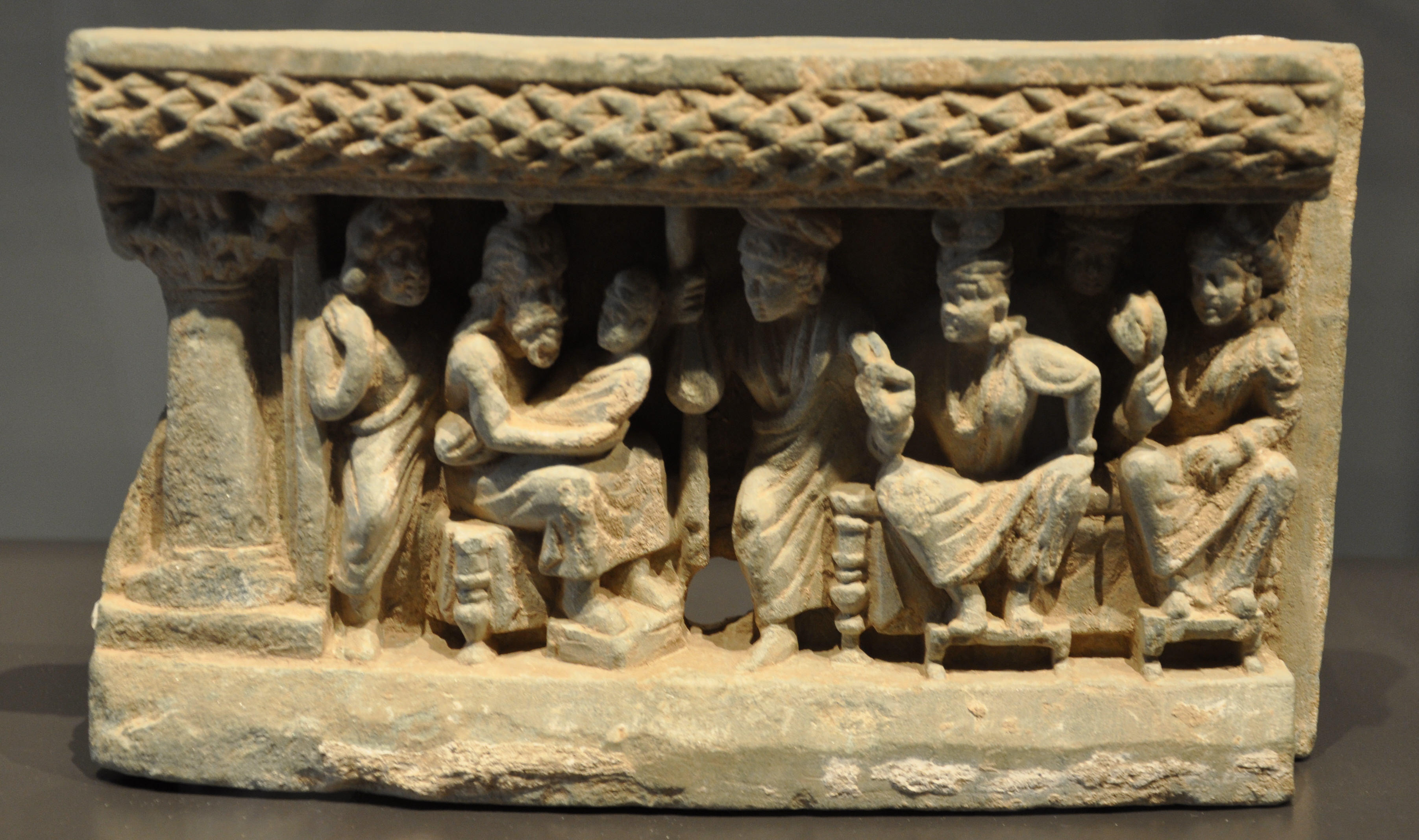
La profecía del vidente Asita. Bajorrelieve de la región de Gandhara (en la actual Pakistán), del III o IV siglo a. C. Actualmente en poder del museo Rietberg (de Zúrich). Fotografía de agosto de 2011.

En el marco del hinduismo y el budismo, Asita fue un asceta ermitaño de la India antigua.

## Etimología y transliteraciones
- asita, en el sistema AITS (alfabeto internacional para la transliteración del sánscrito).
- असित, en escritura devanagari del sánscrito.
- Pronunciación:
  - /ásita/ en sánscrito clásico.[1]
  - /asíta/ en los idiomas modernos de la India.
- Etimología: ‘oscuro, negro’. Aparentemente la palabra sita (‘blanco’) proviene de asita, y este no sería un compuesto de a y sita (es el mismo caso que la palabra sura, que se la hizo provenir de la antiquísima palabra asura, de origen indoiranio, anterior al sánscrito). Aparece en el Rig-veda (el texto más antiguo de la literatura de la India, de mediados del II milenio a. C.). Está relacionado con el río Ásiknī. Ya en la época del Majabhárata (siglo III a. C.), la palabra inventada sita ya significaba ‘claro, blanco’, lo contrario de asita (‘oscuro, negro’) y se lo usaba para referirse a la mitad clara del mes lunar.[1]

## Significados de Asita
En el Sanskrit-English Dictionary (diccionario sánscrito-inglés) del indólogo británico Monier Monier-Williams (1819-1899) se presentan varios significados de la palabra:
ásita (palabra esdrújula).
- nombre del autor del verso 9.5-24 del Rig-veda, que sería descendiente de Kashiapa. También se lo llama Devala (según el comentario Rig-veda-anukramaniká) o Asita Devala (según el Majabhárata y el Jari-vamsa).
- nombre del río Akesines (después llamado Chandra Bhaga) en el Panyab, según el Rig-veda 8.20.25 llamado río Asiknī́ en el Rig-veda 10.75.5.
- nombre del señor de la oscuridad y la magia. Según el Átharva-veda, el Shatapatha-bráhmana, y el Asualaiana-srauta-sutra.
- nombre de un tipo de serpiente negra, según el Átharva-veda.
- nombre de un astrólogo y rishi, según la literatura budista.
- un animal ponzoñoso (que se supone que es algún tipo de rata); según lexicógrafos.
- nombre de un mantra (para curarse de la mordedura de serpientes), según el Majábharata (1.2188).
- nombre de una de las esposas del patriarca Daksa, según el Jari-vamsa.
- nombre de una apsara, según el Majábharata (1.4819) y el Jari-vamsa (12472).
- el planeta Saturno, según el Bṛihat saṃhitā de Varāja Mijira,
- nombre de un hombre, con el patronímico Vārṣagaṇa, según el Satápatha-bráhmana (14).
- Nombre de un hijo del príncipe Bharata (el hermano del rey-dios Rama), según el Ramaiana.
- nombre de una montaña, según el Majábharata (3.8364) y el Katha-sarit-sagara.
- nombre de una niña que atiende el gineceo (el apartamento de las mujeres), según lexicógrafos.
- nombre de la planta del índigo, según lexicógrafos.

asita (palabra grave, no esdrújula).
- la mitad oscura del mes lunar, según lexicógrafos.
- una particular bebida embriagadora, según lexicógrafos.

asitá (palabra aguda).
- ‘sin ataduras’, según el Taittiria-samjitá (7), el Satápatha-bráhmana (14). Se basa en la palabra sánscrita sitá: ‘atadura’. No debe confundirse con la reina Sītā, esposa del dios-rey Rama del Ramaiana (siglo III a. C.).

## Asita en el budismo

### La leyenda en el «Tipitaka»
Según la leyenda contada en el Tipitaka (hacia el siglo IV a. C.),
Asita ―también conocido como Kanjasiri (Kanha Siri)― era un sabio que vivía en los bosques del país Sakia.
Se le describe con el pelo enmarañado (Sutta nipata 689).
Un día se dio cuenta de que los dioses estaban celebrando salvajemente y les preguntó por qué estaban tan contentos.
Ellos le respondieron: «En la aldea sakia de Lumbini ha nacido un bodhisattva, una joya excelente e incomparable para el bienestar y la felicidad del mundo humano. Es por eso que estamos tan felices» (Sutta-nipata, 683).
Ansioso por ver a este niño, Asita ―que ya sería anciano en la época del nacimiento de Buda (hacia el año 420 a. C.)― viajó a Kapilavastu, donde el rey Suddhodana le dio la bienvenida y le dio al niño para que lo sostuviera (se consideraba que el mero contacto físico con un sabio ermitaño era auspicioso para un bebé).
Al ser un maestro en lakkhana mantra (el arte de los signos corporales, según el Sutta-nipata, 690) Asita examinó al bebé y notó en su cuerpo los 32 signos de un gran hombre.
Según los budistas (Sutta-nipata, 3.11), esto demostraría que el concepto de laksana-vriti (‘conocimiento de los signos [corporales]’ o frenología, hoy considerada una pseudociencia) es anterior al budismo.
Asita proclamó que el bebé «alcanzaría la iluminación completa (sambodhi), y llegaría a la última visión purificada (parama-visuddhi-dassi), y proclamaría la verdad «debido a la compasión de los muchos» (baju-yam-hita-anu-kampi); según el Sutta-nipata, 693.
A continuación, los ojos se le llenaron de lágrimas.
Al verlo, los sakias se preocuparon por el rostro compungido de Asita y le preguntaron si había presentido alguna desgracia en el futuro del niño.
Asita respondió que estaba triste porque sabía que debido a su vejez no podría asistir a todo lo que iba a pasar (Sutta-nipata, 694).
El nombre Asita significaría literalmente ‘no aferrarse’,[cita requerida] mientras que Kanjasiri significa ‘oscuro esplendor’.
Esta es la única mención de Asita en el Tipitaka.
En la antigua India hubiera sido muy común que un rey invitara a un hombre santo para que bendijera y propusiera un nombre religioso para su hijo recién nacido.
Del mismo modo, sería normal que el santo predijera que el príncipe llegaría a ser un gran hombre.

### Agregados modernos a la leyenda
En el siglo XX a esta simple leyenda se le agregaron muchos detalles, cada vez más detallados y elaborados. Se terminó diciendo que Asita predijo que el bebé se convertiría en chakkavattin (un monarca mundial) o en un sabio plenamente iluminado (Buda).
Esta predicción está ausente en la leyenda presentada en el Tipitaka.
El escritor ocultista austriaco Rudolf Steiner afirma ―aunque sin aportar ninguna prueba― que Asita reencarnó como el Simeón que se menciona en el Evangelio según Lucas (2:25 a 2:35):

Aquel Asita que en el palacio de Sudodana solo había visto al Bodisatva recién nacido, renació más tarde en la personalidad de Simeón
Rudolf Steiner, en su El evangelio según san Lucas, capítulo II; en alemán Das Lukas Evangelium

Por ejemplo, el escritor madrileño Ramiro Calle (1943–) dice: «Ya antes de nacer el niño, [Asita] había visto con su intuición transtemporal que iba a nacer un buda.
Asita habría dicho una profecía muy completa: «Si asume ser rey, será monarca universal e incluso los reyes más poderosos lo respetarán; pero si toma la vía de la renuncia a lo mundano, alcanzará el nirvana y se convertirá en un perfecto iluminado, en un gran buda».
También según un sitio web budista, Asita habría sido el propio maestro del rey Suddhodana.
Cuando el sabio se aproximó para examinarlo, el bebé habría puesto un pie sobre la cabeza del sabio (lo que en la India es considerado un acto gravísimo si el pisador no es un avatar).
El sabio le habría hecho reverencias postradas (tendiéndose en el piso), y el rey Suddhodana habría hecho lo mismo, exclamando: «Hijo, este es mi primer acto de reverencia».
Según un sitio web que omite dar alguna referencia bibliográfica, asita significaría ‘el que no es blando’.

### Reencarnación anterior de Asita
En el capítulo «Devadatta» (en el Sutra del loto, 20), Buda revela que en alguna reencarnación anterior él había aprendido el mismo Sutra del loto de labios de un sabio llamado Asita, y que este mismo Asita había reencarnado como el malvado religioso Devadatta. Buda también predijo que Devadatta alcanzaría la iluminación como un Buda que se llamaría Rey Celestial. El religioso Nichirén (1222-1282) tomó esa predicción como un ejemplo para ilustrar que las personas perversas tienen el potencial para cambiar.

## Asita en el hinduismo

### Una mención en el «Bhagavad-guita»
Posiblemente después de la composición del Tipitaka (hacia el siglo IV a. C.), en un verso del Bhagavad-guita (que es una pequeña sección del texto épico-mitológico Majabhárata, del siglo II a. C. aproximadamente) se nombra a Asita:
áryuna uvachá
param brahma param dhama
pavitram paramam bhaván
púrusham sasuatam diviam
adi-devam ayam vibhum
ajus tuam rishaiah sarvé
devarsir náradas tathá
asitó devaló viasah
suaiam chaiva bravisi me
ārjunah uvacha: ‘Aryuna dijo’; param: ‘suprema’; brahma: ‘verdad’; param: ‘supremo’; dhama: ‘refugio, morada’; pavitram: ‘puro’; paramam: ‘supremo’; bhavan: ‘usted’; púrusham: ‘varón’; sasvatam: ‘original’; diviam: ‘divino’; adi: ‘primero’; devam: ‘dios’; a-yam: innaciente (‘no-nace’); vibhúm: ‘el más grande’; ahuh: ‘dicen’; tuam: ‘de ti’; rishaiah: ‘sabios’; sarve: ‘todos’; deva-rishih: ‘el sabio entre los dioses’; nāradah: ‘Nárada’; tathá: ‘también’; asitah: ‘Asita’; devalah: ‘Devala’; vyasah: ‘Viasa’; svayam: ‘tú mismo’; cha: ‘también’; eva: ‘ciertamente’; bravisi: ‘estás explicando’; me: ‘a mí’.
Traducción
Aryuna dijo: «Usted es la suprema verdad, la morada suprema, el más puro. Usted es el varón original, divino y primigenio, el innaciente, el más grande. Dicen [eso] de usted todos los sabios: Nárada, Asita, Devala y Viasa, y usted mismo me lo está expresando».